# Степовий (Аксайський район)
Степовий — селище у складі Розсвітовського сільського поселення Аксайського району Ростовської області.
Населення — 2284 осіб (2010 рік).
Селище створено 1991 року.

## Географія
Селище Степове розташовано за 10 км на північ від міста Аксай. Степове положено у верхів'ях Попасної балки, що є лівої притоки Колодязної балки. Колодязна балка є правою притокою Великого Логу, що є правою притокою Дону.

### Вулиці
- вул. Центральна
- вул. Зоряна
- вул. Сонячна.

## Транспорт
Селище розташоване на східній стороні дороги М4 «Дон».